# پایگاه هوایی ازرنایه
پایگاه هوایی اُزرنایه یک فرودگاه نظامی است که یک باند فرود بتن دارد و طول باند آن ۳۰۵۰ متر است. این فرودگاه در شهر ژیتومیر کشور اوکراین قرار دارد و در ارتفاع ۲۳۲ متری از سطح دریا واقع شده است.